# Macrochthonia falcata
Macrochthonia falcata är en fjärilsart som beskrevs av Ludwig Carl Friedrich Graeser 1889. Macrochthonia falcata ingår i släktet Macrochthonia och familjen trågspinnare. Inga underarter finns listade i Catalogue of Life.